# Quadruplice

Localisation des quatre nations de la Quadruplice en 1915.

La Quadruplice ou Empires centraux désigne le bloc d'alliances mis en place autour de l'Empire allemand durant la Première Guerre mondiale, entre l'intervention de la Bulgarie dans le conflit à partir du 5 octobre 1915 et le retrait de ce royaume le 29 septembre 1918, date de la signature par les Bulgares défaits de l'armistice de Thessalonique. Cette alliance — composée de l'Empire allemand, de l'Autriche-Hongrie, de l'Empire ottoman et du royaume de Bulgarie — laborieusement constituée à partir du déclenchement de la Première Guerre mondiale, démontre rapidement son efficacité, mais aussi sa vulnérabilité en donnant au Reich, son principal animateur, un poids prépondérant, fatal à long terme, en dépit de l'égalité théorique entre les quatre monarchies qui la composent. De plus, ce groupe d'alliance demeure fragilisé par les rivalités qui peuvent exister entre les différents partenaires du Reich, tandis que les responsables allemands se montrent dans l'incapacité d'opérer des choix clairs dans les rivalités qui apparaissent entre leurs alliés.

## Constitution de la Quadruplice

### Été 1914-automne 1915: constitution d'un bloc d'alliance

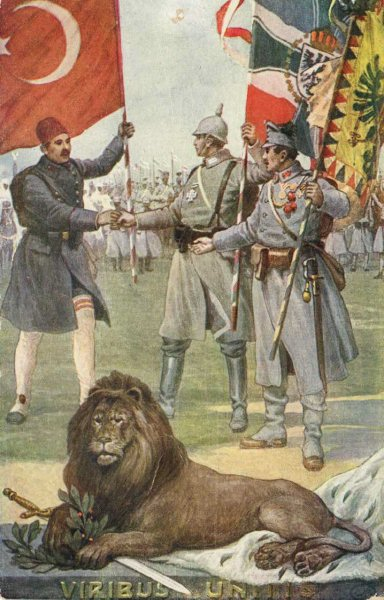
Les Ottomans dans le conflit : carte postale de propagande.

Le 28 juillet 1914, l'Autriche-Hongrie, soutenue par l'Allemagne, déclare la guerre à la Serbie. Le Reich soutient alors son seul allié sûr et fiable, la double monarchie, et tente de localiser le conflit austro-serbe, sans succès.
Officiellement neutre lors du déclenchement du conflit, l'Empire ottoman est cependant lié au Reich par un traité secret ; pendant près de deux mois, le gouvernement ottoman louvoie, mène une politique favorable aux intérêts allemands et se prépare à entrer en guerre mais ne s'engage pas formellement. L'automne 1914 est marqué par l'échec stratégique du Reich et de la double monarchie, et le 29 octobre 1914, une action des croiseurs vendus à l'empire ottoman en août, décide de l'entrée en guerre de l'Empire ottoman aux côtés des puissances centrales.

### L'intervention bulgare

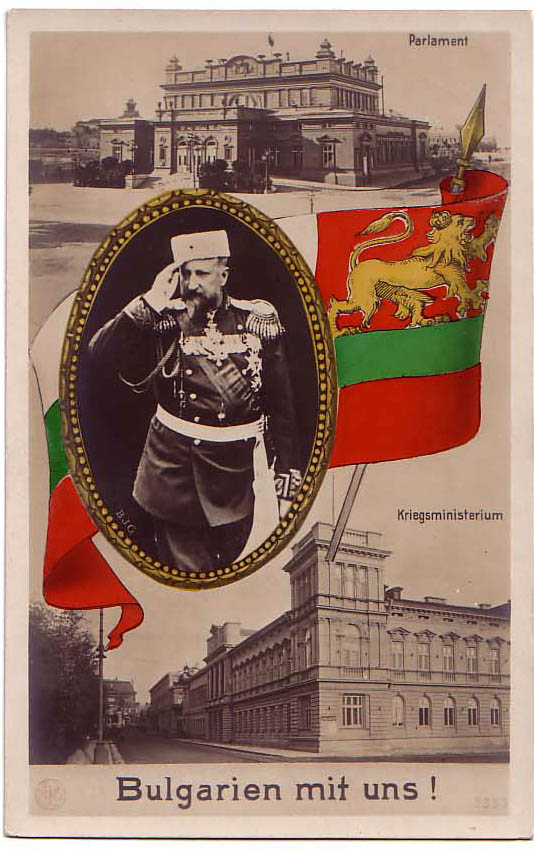
Carte postale de propagande allemande magnifiant l'intervention bulgare dans le conflit. Inscription : Bulgarien mit uns!.

Au cours de l'année 1915, le gouvernement bulgare est sollicité par les deux blocs d'alliance, mais, devant les promesses lointaines et hypothétiques des Alliés, le gouvernement se rapproche du Reich et ses alliés, signant un traité d'alliance avec les puissances centrales, la double monarchie et l'Empire ottoman ; la signature de ce traité fige les alliances du Reich jusqu'au 29 septembre 1918, date de l'entrée en vigueur de l'armistice entre la Bulgarie et les Alliés.
Ainsi, le roi Ferdinand, « très porté sur les agrandissements territoriaux », lie son pays au bloc d'alliance qui lui garantit des annexions rapides sur ses rivaux serbes,.
Dans le cadre de cette convention, le gouvernement bulgare accepte la soumission de son armée aux consignes données par l'empereur allemand.

## Évolution

### Des rivalités entre partenaires
Rapidement après les premiers succès de la Quadruplice, ses membres se disputent la dévolution des territoires conquis et l'influence économique prépondérante sur ces territoires.
Ainsi, à la suite de la conquête de la Serbie, les Austro-hongrois et les Bulgares se disputent le centre de la Serbie, menant l'une contre l'autre une guerre de patrouilles sur la ligne de démarcation entre zones occupées par les Austro-hongrois et zones contrôlées par les Bulgares ; le 1er avril 1916, un accord est trouvé entre les deux protagonistes, sous l'égide du Reich : les zones d'occupation sont définies sans que soient évoqué le statut définitif des territoires occupés par les Austro-Hongrois et les Bulgares.
En 1916, une fois la Roumanie conquise par l'offensive coordonnée des quatre membres de la Quadruplice, les revendications bulgares sur la Dobroudja, ainsi que le refus de Ferdinand de Bulgarie d'accepter les rectifications de frontières au profit des Ottomans en Thrace, contribuent à tendre les relations entre Sofia et Constantinople, que les déclarations inconsidérées de Guillaume II ne contribuent pas à apaiser,.
Devant maintenir la cohésion de ses alliés en prenant en compte ces rivalités, les diplomates allemands suggèrent à leurs partenaires d'établir la liste des objectifs politiques, territoriaux et économiques qu'ils assignent au conflit dans ce cadre d'une paix de victoire : la double monarchie publie ses buts de guerre sous la forme d'une note adressée à ses alliés le 18 octobre 1916, les deux autres partenaires du Reich font de même peu de temps après. Les buts de guerre de la double monarchie, clairement exposés par Stephan Burián von Rajecz, alors ministre des affaires étrangères, apparaissent clairement concurrents des visées bulgares sur la Serbie et des ambitions allemandes sur certains ports et villes stratégiques des Balkans. En effet, la Serbie est, en 1915, destinée à être partagée entre la Bulgarie et la double monarchie, la nature de la tutelle austro-hongroise n'étant alors pas fixée, mais la ligne de démarcation entre régions occupées les Austro-hongrois et régions occupées par les Bulgares n'est pas précisément fixée et entraîne des frictions entre les deux puissances occupantes. L'Albanie, selon Burián, est également destinée à devenir un protectorat dépendant de la double monarchie, mais les Allemands aspirent à annexer Valona, afin de donner au Reich un port de guerre en Méditerranée.
Peu de temps après, au début du mois de novembre 1916, des négociations sont ouvertes entre le Reich, la Bulgarie et l'Empire ottoman, afin de clarifier les termes de la convention secrète du 6 septembre 1915, dont les clauses territoriales n'auraient alors reçu, selon Berlin, qu'un « simple assentiment », alors donné « sans aucune garantie ».
Enfin, le Reich, amené à intervenir dans les rivalités entre ses alliés, se voit rapidement érigé en arbitre des rivalités au sein de sa coalition : ainsi, à la fin de l'année 1915, le partage de la Serbie en deux zones d'occupation, une austro-hongroise et une bulgare, ne met pas un terme aux rivalités entre la double monarchie et la Bulgarie, sans pour autant clarifier les intérêts allemands. Cette intervention permet d'exposer ses revendications politiques, économiques et militaires en Serbie et de les voir satisfaites par une série d'accords signés entre le Reich et ses alliés, la Bulgarie et la double monarchie au fil de l'année 1916.

### Le poids duReich
Rapidement, le Reich s'affirme face à ses partenaires comme la principale puissance de la quadruplice et son principal fournisseur en équipements militaires. En effet, les offensives menées par des armées composées de contingents de chaque allié, en Serbie en 1915 et en Roumanie en 1916, fournissent au Reich et à son armée l'occasion de fournir à ses alliés la majeure partie des effectifs et des moyens engagés, ainsi que de leur faire sentir l'importance de sa contribution à l'effort commun.
De plus, une solidarité économique est mise en place avec célérité ; cependant, la fourniture de matériel à l'ensemble de ses alliés finit par peser sur l'économie allemande, engagée dans une guerre d'usure, alors que les Alliés ont établi autour du Reich un blocus maritime dont les effets vont croissant à mesure que le conflit se prolonge. Cette fourniture de matériel de guerre, si elle pèse sur le Reich et son économie, les demandes de prêts sans cesse renouvelées de ses alliés, auxquelles ses banques satisfont régulièrement, octroient aussi aux gouvernements qui se succèdent à Berlin une influence sans précédent sur ses alliés, la double monarchie, l'Empire ottoman et la Bulgarie, dans le partage des conquêtes. Ainsi, en Serbie, par exemple, le Reich et la double monarchie parviennent à remettre en cause l'influence politique de la Bulgarie en contrôlant l'économie dans les régions occupés par l'armée de Sofia : ainsi, les mines de Bor, comprises dans les districts occupés par les Bulgares, sont rachetées par un consortium dont le capital est détenu pour une très grande part par des investisseurs allemands et austro-hongrois.
De plus, à partir de 1917, le Reich émet un veto à toute tentative de ses alliés pour sortir du conflit : à Kreuznach, en avril, puis en mai, Guillaume II, Hindenburg et son adjoint Erich Ludendorff s'opposent catégoriquement au souhait de Charles, le nouveau monarque austro-hongrois, d'ouvrir des négociations de paix avec les Alliés,.
Enfin, la constitution de groupes d'armées dont la colonne vertébrale est souvent constituée d'unités allemandes renforce la tutelle du Reich sur ses alliés, qui prennent rapidement conscience de leur incapacité à contenir avec leur seule armée les armées alliées ; ainsi, à partir du début de l'année 1916, la totalité des troupes austro-hongroises se trouvent placées sous un commandement opérationnel allemand. Cette imbrication d'unités allemandes au sein des dispositifs austro-hongrois, bulgare et ottoman contribuent à donner au Reich les moyens politiques d'imposer sa prédominance sur ses alliés.

### Un outil pour mener une guerre de coalition

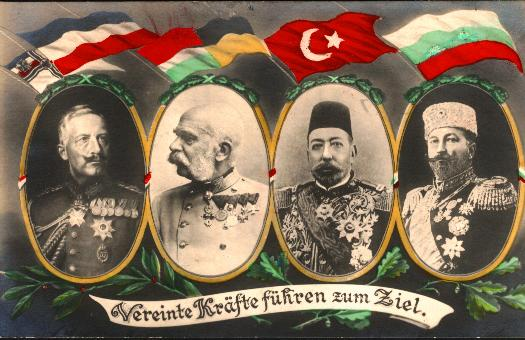
Carte postale de propagande : les quatre monarques des États de la Quadruplice.

La campagne de Serbie de 1915, puis la campagne de Roumanie à l'automne 1916, obligent les quatre partenaires de l'alliance à commencer à synchroniser leurs efforts. Les premiers signes de cette coordination se manifestent dans la mise en place d'un commandement unifié, nominalement confié à l'empereur Guillaume II.
L'intervention bulgare fournit le premier temps de cette guerre de coalition : en effet, le plan de la campagne des puissances centrales en Serbie est pensé à Vienne par les stratèges austro-hongrois et exécuté par des troupes austro-allemandes depuis les positions de Bosnie-Herzégovine et du Banat, et ottomanes et bulgares depuis la Macédoine bulgare.
Ainsi, l'arrivée à la tête du commandement allemand des Dioscures, Paul von Hindenburg et Erich Ludendorff, le 29 août 1916, donne au gouvernement allemand les moyens politiques d'imposer à ses alliés la guerre de coalition qu'ils souhaitent mener. Les deux généraux, conscients de la fatigue des armées de la Quadruplice, ordonnent l'arrêt de toutes les opérations offensives et la mise en œuvre de son corollaire, l'application d'une stricte défensive.
Dès le 6 septembre 1916, un accord entre le Reich et la double monarchie, étendu peu de temps après à l'Empire ottoman et à la Bulgarie, place l'empereur Guillaume II à la tête des armées des puissances centrales ; cet accord, signé au nom de Guillaume II par Paul von Hindenburg, se traduit dans les faits par le contrôle des armées austro-hongroises par Hindenburg et Ludendorff : les directives destinées à l'Armeeoberkommando austro-hongrois sont adressées aux militaires de la double monarchie par Paul von Hindenburg au nom de l'Oberste Heeresleitung allemand ; cependant, Conrad von Hötzendorf, au départ hostile aux dispositions de l'accord du 6 septembre, parvient à éviter toute ingérence allemande sur les opérations menées en Italie et en Albanie.
L'accord du 16 septembre entre les membres de la quadruplice reprend les termes de l'accord germano-austro-hongrois du 6 septembre : la planification générale du conflit est confiée à l'empereur allemand, conseillé par l'Oberste Heeresleitung et les états-majors austro-hongrois, bulgares et ottomans ; cependant, chaque partenaire reste maître des moyens logistiques pour mener à bien les opérations décidées collégialement. Dans les faits, cette directive donne aux Dioscures un rôle de coordination des armées engagées dans le conflit, mais exclut de leur pouvoir les questions politiques et économiques.
La sujétion des alliés du Reich est aussi matérialisée par la standardisation des armes, des uniformes et des procédures au sein des armées de la Quadruplice : dès la fin de l'année 1915, l'armée austro-hongroise adopte la tenue Feldgrau, réalisée avec du tissu importé d'Allemagne ; cette mesure vestimentaire est étendue à la Bulgarie, tandis que les troupes ottomanes adoptent elles aussi un uniforme imposé par le Reich.
De plus, pour renforcer les liens entre les différentes armées, des échanges d'officiers et des formations communes sont organisés, dans un premier temps entre Allemands et Austro-Hongrois, tandis que les cours des écoles de guerre allemandes et austro-hongroises sont uniformisés, voire données à des officiers de deux empires en même temps. Enfin, la nouvelle doctrine allemande des Sturmbataillonen est enseignée avec le plus grand soin aux officiers de la double monarchie, permettant la mise en place des premiers de ces bataillons dans l'armée austro-hongroise en février 1917.

## Dislocation de la Quadruplice

### Une solidarité moindre
La guerre se prolongeant, les alliés du Reich tentent progressivement de s'émanciper de l'influence allemande.
Ainsi, la disparition de François-Joseph et l'arrivée au pouvoir de son successeur Charles marquent un changement de paradigme dans les relations entre le Reich et la double monarchie. En effet, rapidement, le Habsbourg tente de mettre une certaine distance avec la politique menée dans le Reich : cette distance se matérialise par le transfert du siège de l'AOK, le haut-commandement austro-hongrois de Teschen, à proximité de Pless, siège de l'OHL, à Baden, près de Vienne ; cette prise de distance doit entraîner, selon ses concepteurs, un relâchement de la tutelle du Reich sur la double monarchie.
De plus, à partir de 1916, les responsables de la double monarchie cherchent à sortir du conflit à tout prix, conscients des risques de dislocation si le conflit se prolonge.
Enfin les traités de paix du début de l'année 1918 ont entraîné la chute du gouvernement bulgare de Vassil Radoslavov et son remplacement par Alexandre Malinov, moins fidèle à l'alliance de 1915. S'estimant lésés par le partage des conquêtes de 1915 et 1916, les responsables bulgares entretiennent le mécontentement face au conflit, en finançant des campagnes de presse défavorables au Reich et à la double monarchie.

### La défection bulgare
Sous le commandement de Louis Franchet d'Espèrey, les troupes franco-serbes montent une offensive de rupture face à des unités bulgares affaiblies par les privations, gangrenées par les désertions, la propagande pacifiste et épuisées par trois années de guerre de position en Macédoine. Rapidement, cette percée rompt le front de Macédoine et met en pièce le dispositif bulgare par la conquête rapide et audacieuse de la ville d'Uskub par les troupes franco-serbes.
Face à cette situation préoccupante, le haut-commandement allemand ordonne le déploiement dans les Balkans d'unités des troupes d'occupation en Ukraine, et l'organisation d'un front au sud de Nič. De plus, le 28 septembre 1918, Erich Ludendorff ordonne au commandant des quelques divisions allemandes positionnées dans les Balkans de se redéployer dans les environs de Sofia, afin de garantir l'engagement bulgare aux côtés de ses partenaires de la quadruplice ; cette tentative de s'opposer à l'initiative bulgare unilatérale échoue immédiatement en raison de la rapidité des négociations d'armistice entre les plénipotentiaires alliés et les représentants bulgares,.